# Massimo De Rita
Massimo De Rita (Roma, 11 agosto 1934 – Roma, 13 maggio 2013) è stato uno sceneggiatore italiano.

## Biografia
Dopo aver frequentato il Centro Sperimentale di Cinematografia, inizia collaborando con Fellini come assistente di produzione, alla fine degli anni cinquanta è produttore di film fortemente innovativi come La maschera del demonio, ma ben presto sceglie di intraprendere la carriera di sceneggiatore.
Lavorò in diverse opere audiovisive, dal cinema poliziesco degli anni settanta alle fiction televisive di tipo biografico e religioso degli anni 2000, passando per gli spaghetti western e i film di Giuseppe Tornatore.

## Premi e riconoscimenti
- Nel 1969 riceve il Nastro d'argento nella categoria miglior sceneggiatura per la sceneggiatura del film Banditi a Milano.
- Nel 2013, poche settimane dopo la sua morte, Giuseppe Tornatore gli dedica il David di Donatello ricevuto per il film La migliore offerta.

## Filmografia

### Cinema
- Roma contro Roma, regia di Giuseppe Vari (1964)
- Roma come Chicago, regia di Alberto De Martino (1968)
- Banditi a Milano, regia di Carlo Lizzani (1968)
- Una breve stagione, regia di Renato Castellani (1969)
- L'urlo dei giganti (Hora cero: Operación Rommel), regia di León Klimovsky (1969)
- Barbagia (La società del malessere), regia di Carlo Lizzani (1969)
- Vamos a matar compañeros, regia di Sergio Corbucci (1970)
- Città violenta, regia di Sergio Sollima (1970)
- Viva la muerte... tua!, regia di Duccio Tessari (1971)
- L'uomo dagli occhi di ghiaccio, regia di Alberto De Martino (1971)
- L'istruttoria è chiusa: dimentichi, regia di Damiano Damiani (1971)
- Joe Valachi - I segreti di Cosa Nostra, regia di Terence Young (1972)
- Valdez il mezzosangue, regia di John Sturges e Duilio Coletti (1973)
- Revolver, regia di Sergio Sollima (1973)
- Le guerriere dal seno nudo, regia di Terence Young (1973)
- La polizia è al servizio del cittadino?, regia di Romolo Guerrieri (1973)
- Bisturi - La mafia bianca, regia di Luigi Zampa (1973)
- Crazy Joe, regia di Carlo Lizzani (1974)
- Il cittadino si ribella, regia di Enzo G. Castellari (1974)
- Vai gorilla, regia di Tonino Valerii (1975)
- La testa del serpente (El clan de los inmorales), regia di José Gutiérrez Maesso (1975)
- Il grande racket, regia di Enzo G. Castellari (1976)
- Bluff - Storia di truffe e di imbroglioni, regia di Sergio Corbucci (1976)
- La via della droga, regia di Enzo G. Castellari (1977)
- La mazzetta, regia di Sergio Corbucci (1978)
- Eutanasia di un amore, regia di Enrico Maria Salerno (1978)
- Corleone, regia di Pasquale Squitieri (1978)
- Speed Driver, regia di Stelvio Massi (1980)
- Poliziotto - Solitudine e rabbia, regia di Stelvio Massi (1980)
- L'uomo puma, regia di Alberto De Martino (1980)
- L'avvertimento, regia di Damiano Damiani (1980)
- Un centesimo di secondo, regia di Duccio Tessari (1981)
- Car Crash, regia di Antonio Margheriti (1981)
- Porca vacca, regia di Pasquale Festa Campanile (1982)
- Extrasensorial (Blood Link), regia di Alberto De Martino (1982)
- Blastfighter, regia di Lamberto Bava (1984)
- Il camorrista, regia di Giuseppe Tornatore (1986)
- La maschera del demonio, regia di Lamberto Bava (1989)
- Stanno tutti bene, regia di Giuseppe Tornatore (1990)
- La sconosciuta, regia di Giuseppe Tornatore (2006)
- Stanno tutti bene - Everybody's Fine (Everybody's Fine), regia di Kirk Jones (2009)

### Televisione
- La piovra, regia di Damiano Damiani – miniserie TV (1984)
- I padroni dell'estate, regia di Marco Parodi – film TV (1987)
- Un'australiana a Roma, regia di Sergio Martino – film TV (1987)
- Il segreto del Sahara, regia di Alberto Negrin – miniserie TV (1988)
- Guerra di spie, regia di Duccio Tessari – miniserie TV (1988)
- Testimone oculare, regia di Lamberto Bava – film TV (1989)
- I ragazzi del muretto – serie TV (1991)
- Amico mio – serie TV (1993-1998)
- Uno di noi – serie TV (1996)
- Kidnapping - La sfida (Kidnapping - Ein Vater schlägt zurück), regia di Cinzia TH Torrini – film TV (1998)
- Lui e lei – serie TV, 8 episodi (1998)
- Maria, figlia del suo figlio, regia di Fabrizio Costa – film TV (2000)
- Padre Pio, regia di Carlo Carlei – miniserie TV (2000)
- Piccolo mondo antico, regia di Cinzia TH Torrini – miniserie TV (2001)
- La guerra è finita, regia di Lodovico Gasparini – miniserie TV (2002)
- Incompreso, regia di Enrico Oldoini – miniserie TV (2002)
- I ragazzi della via Pál, regia di Maurizio Zaccaro – miniserie TV (2003)
- Ferrari, regia di Carlo Carlei – miniserie TV (2003)
- Rivoglio i miei figli, regia di Luigi Perelli – miniserie TV (2004)
- Questo amore, regia di Luca Manfredi – miniserie TV (2004)
- Il cuore nel pozzo, regia di Alberto Negrin – miniserie TV (2005)
- De Gasperi - L'uomo della speranza, regia di Liliana Cavani – miniserie TV (2005)
- Mafalda di Savoia - Il coraggio di una principessa, regia di Maurizio Zaccaro – miniserie TV (2006)
- La sacra famiglia, regia di Raffaele Mertes – miniserie TV (2006)
- Einstein, regia di Liliana Cavani – miniserie TV (2008)
- Il generale Della Rovere, regia di Carlo Carlei – miniserie TV (2011)
- Angeli e diamanti, regia di Raffaele Mertes – miniserie TV (2011)
- Caruso, la voce dell'amore, regia di Stefano Reali – miniserie TV (2012)
- Anita Garibaldi, regia di Claudio Bonivento – miniserie TV (2012)